# 劉引商
劉引商（1937年11月4日—2022年9月14日），臺灣女演員，1966年參與個人第一部電影《幾度夕陽紅》出道，1969年為中視暨台灣電視史上第一部連續劇《晶晶》主演之一。並曾以電影《順雲》接連在2017年榮獲第19屆台北電影獎最佳女配角獎和2018年榮獲第18屆華語電影傳媒大獎最佳女配角獎。
2019年第21屆台北電影節，以公視基金會《公視學生劇展－帶媽媽出去玩》榮獲台北電影獎最佳女主角。

## 生平
劉引商原籍山東省日照縣，畢業於國立藝術專科學校（今國立臺灣藝術大學），為崔小萍之學生、吳桓之同學。她自承因相貌不美，在校時就開始演老太婆，奠定後來在小螢幕上演媽媽的基礎：1969年，她和李慧慧在中視開臺首部電視劇《晶晶》中飾演一對失散母女，以賺人熱淚的演出走紅。2009年，劉引商以《片刻暖活》中的演出提名第46屆金馬獎最佳女配角。2022年9月8日感染2019新型冠狀病毒，後於同月14日過世。告別式時獲中華民國文化部頒《文化部旌揚狀》(文旌字第15號)，表彰其一生對影視及藝術文化之貢獻。
劉引商與丈夫育有二女，長女生於1967年，次女生於1972年。

## 演出作品

### 電影
- 幾度夕陽紅（1966）……李夢竹的母親
- 幾度夕陽紅大結局（1966）……李夢竹的母親
- 風塵三俠（1968）
- 濟公活佛（1969）
- 老爺車（1971）
- 跑道終點 （1971，牟敦芾執導）
- 野虎（1973）
- 中國針灸（1973）
- 仇氏雙雄（1974）……仇健的媽媽
- 未曾留下地址（1975）
- 女兵日記（1975）
- 避孕大全（1975）
- 小姨懷春（1975）
- 大喜事（1976）
- 鬼嫁（1976）
- 秋歌（1976）……周媽
- 愛情奪標（1976）
- 南拳北腿活閰王（1976）
- 楓葉情（1976）
- 大喜事（1976）
- 蝴蝶谷（1976）
- 南俠展昭大破地獄門（1976）
- 子夜歌（1977）
- 鄉野奇談（1977）
- 春風化雨（1977）
- 蛇山蠱女（1977）
- 老虎崖（1977）
- 鐵馬騮（1977）
- 紅顏情絕女幽靈（1977）
- 彩雲在飛躍（1977）
- 剪刀石頭布（1977）
- 城隍爺（1978）
- 家有十二個媳婦（1978）
- 新紅樓夢（1978）
- 結婚三級跳（1979）
- 草愛忘（1979）
- 軟骨真奶（1979）
- 神捕（1979）
- 博多夜船（1980）
- 十萬山風雲（1980）
- 源（1980）
- 花飛花舞春滿城（1980）
- 一溪流水（1980）
- 女兒心（1980）
- 鳳凰淚（1980）
- 玉劍飄香（1981）
- 飛越補習班（1981）
- 邪魔（1981）
- 借屍還魂（1981）
- 天涯怪客一陣風（1981）
- 上行列車（1981）
- 大小濟公（1982）
- 觀世音與海龍王（1982）
- 換帖兄弟（1982）
- 九彎十八轉（1982）
- 一支小雨傘（1983）
- 風車與火車（1983）
- 撞鬼（1983）
- 她未成年（1984）
- 九子天魔（1984）
- 小逃犯（1984）
- 獻身（1985）
- 台北神話（1985）
- 唐山過台灣(1986)
- 林投姐（1988）
- 片刻暖和（2009）
- 紅衣小女孩（2015）……何文淑芳
- 順雲（2017）……韓李雪春（順雲之母）
- 紅衣小女孩2（2017）……何文淑芳
- 人面魚：紅衣小女孩外傳 （2018）……何文淑芳
- 台北物語2：獲利者（2020）
- 默殺：無聲之地（2024）……徐媽媽

### 電視電影
- 【公視學生劇展】帶媽媽出去玩（2019）……王明珠
- 【公視人生劇展】我是周時青 （2019）……周母

### 電視劇
- 晶晶（1969）飾林鳳儀
- 你我他(1970)
- 春雷(1970)飾雷母
- 怒江春暖（1971）
- 龍江恩仇(1972)飾奶媽
- 海燕(1972)飾莊母
- 苦情花(1973)飾張媽
- 長白山上（1974）飾莊母
- 慈父淚(1974) 飾趙妻
- 大漢中興(1974)飾陰麗華之母
- 情關(1974)
- 無字天書(1974) 飾寧婆婆
- 論語的故事(1975)
- 親情(1975)
- 意難忘(1975)
- 大地風雷(1975)
- 愛與罪(1976)
- 烽火歸鴻(1976)飾游母
- 大原野(1976)飾何萍
- 天怒(1976)飾項母
- 大姊(1977) 飾奶媽
- 遼河戀(1977)飾女校長
- 密諜花(1977)飾焦大娘
- 喜從天降(1977)
- 春蠶(1977)飾阿婆
- 寶島劇場(1978)飾馮奶奶
- 一襲輕紗萬縷情(1979)
- 沒有影子的新郎(1979) 飾王媽
- 紅色炸彈(1990)
- 一剪梅（1984）飾奶媽
- 大野英豪（1987）
- 江山萬里情(1987)飾王母
- 一門英烈穆桂英（1989）飾蕭太后
- 她的成長（1990）飾王媽
- 媽媽的房客(1991) 飾楊媽媽
- 青梅竹馬（1994）飾古外婆
- 台灣靈異事件（1998）
- 包公出巡（2000）飾嫂娘
- 孽子（2003）飾吳大娘
- 他們在畢業的前一天爆炸（2010）飾筱柔阿嬤
- 我可能不會愛你（2012）飾大嫂姨
- 我兒俊孝
- 愛情來了
- 乍暖（2016）飾奶奶
- 如朕親臨（2016）飾徐婆婆
- 亮亮與噴子(2017)
- 誰是被害者（2020）飾蘇可芸媽媽
- 未來媽媽（2020）飾 嚴奶奶
- 大債時代（2021）飾 蔡媽媽
- 你好，我是誰？（2022）飾 范玉蘭（老年）
- 搜尋者（2023）飾 曹董玉潔（山東媽）

### 舞台劇
- 過年（1957）
- 先知（1965，陳耀圻執導，黃華成劇本）
- 藍與黑(1985)
- 釵頭鳳(1986)
- 蝴蝶蘭(1986)
- 浮生六記(1987)
- 蘭兒慈禧(1989)
- 駱駝祥子(1994)

### 微電影
- 與你相遇（2017）飾 女主角

此片榮獲第三屆 好險，Action微電影比賽  第一名金賞獎

## 獎項紀錄
| 年份   | 頒獎典禮               | 獎項       | 影片               | 角色           | 結果 |
| ------ | ---------------------- | ---------- | ------------------ | -------------- | ---- |
| 2009年 | 第46屆金馬獎           | 最佳女配角 | 《片刻暖和》       | 婆婆           | 提名 |
| 2017年 | 第19屆台北電影獎       | 最佳女配角 | 《順雲》           | 韓順雲母親     | 獲獎 |
| 2018年 | 第18届华语电影传媒大奖 | 年度女配角 | 《順雲》           | 韓順雲母親     | 獲獎 |
| 2019年 | 第21屆台北電影獎       | 最佳女主角 | 《帶媽媽出去玩》   | 王明珠         | 獲獎 |
| 2022年 | 第27屆亞洲電視大獎     | 最佳女主角 | 《你好，我是誰？》 | 范玉蘭（老年） | 提名 |
| 2022年 | 第5屆亞洲影藝創意大獎  | 最佳女配角 | 《你好，我是誰？》 | 范玉蘭（老年） | 獲獎 |

## 外部連結
- 劉引商在互联网电影资料库（IMDb）上的資料（英文）（英文）
- 劉引商在香港影庫上的簡介